# Ischnocentrus fowleri
Ischnocentrus fowleri är en insektsart som beskrevs av Schmidt 1927. Ischnocentrus fowleri ingår i släktet Ischnocentrus och familjen hornstritar. Inga underarter finns listade i Catalogue of Life.